# 巻末解放区! WEEKLY週ちゃん
巻末解放区! WEEKLY週ちゃん（かんまつかいほうく! ウィークリーしゅうちゃん）は、2019年3月4日よりスタートした週刊少年ジャンプの巻末連載コラムである。

## 概要
マンガ雑誌『週刊少年ジャンプ』において、毎号最後の漫画が掲載された次のページに、基本的に見開き2ページで掲載される。
企画構成･ライターはイーピャオ。イラストは小山ゆうじろう。担当編集は村越。
なおイーピャオと小山ゆうじろうのコンビは、『少年ジャンプ+』のWeb連載漫画『とんかつDJアゲ太郎』で知られる。
該当号の少年ジャンプの発売日からの7日間（合併号の場合は14日間）がそれぞれ何の記念日なのか、またその日が誕生日の有名人2～3名を紹介する。この時「毎日がアニバーサリーズ」と題されたキャラクター7人の絵が各曜日ごとに貼り付けられる。
そしてその記念日のどれかに因んだ雑学情報を発信することを主な目的とし、可能であれば過去のジャンプ作品を題材として扱う。
基本的には雑学情報ページであるが、月に一度読者からのネタハガキを掲載する回を設けており、2017年43号に終了した『スクールオブジャンプ』以来の読者投稿ページとしても位置付けられる。公式マークとして海賊帽をかぶった写植「BA-90」が使用されている。

## 各週の記事内容
- VOL.0094 (2/22～2/28) ※2021年12号

ネタハガキ東西戦
2月22日「長野冬季五輪閉会式(1998年)に因み、「こんなスキーヤー･スノーボーダー見たことねえ!」をお題として読者投稿企画を行う
- VOL.0095 (3/1～3/7) ※2021年13号

「ウィークリージャンプ ファッションジャーナル -スタイル編-」
3月1日「パリコレクションAWウィメンズ初日」に因み、過去のジャンプキャラのファッションチェックを行う。1年前の企画の第2弾。
- VOL.0096 (3/8～3/14) ※2021年14号

「ウィークリージャンプ ファッションジャーナル -フットウェア編-」
3月9日「パリコレクションAWウィメンズ最終日」に因み、過去1年間のジャンプキャラの足元をフォーカスする
- VOL.0097 (3/15～3/21) ※2021年15号

「Jキャラ眉だけQUIZ」
3月15日「眉の日」に因み、ジャンプキャラの眉毛だけをピックアップしどのキャラクターなのかクイズにする
- VOL.0098 (3/22～3/28) ※2021年16号

ネタハガキ東西戦
3月25日「電気記念日」に因み、「新しい発電方法を教えてくれ!」をお題として読者投稿企画を行う
- VOL.0099 (3/29～4/4) ※2021年17号

「先生たちの肖像」
4月1日「新学期スタート」に因み、ジャンプ作品の先生キャラを紹介する
- VOL.0100 (4/5～4/11) ※2021年18号

「100話! なにやってたっけ記念館」
週ちゃん通算100回を記念して、ジャンプマンガの連載第100話目のストーリーをピックアップする
- VOL.0101 (4/12～4/18) ※2021年19号

「2個パンコーデ選手権」
4月12日「バンの記念日」に因み、市販の菓子パン2種類の組み合わせを複数紹介する
- VOL.0102 (4/19～4/25) ※2021年20号

ネタハガキ東西戦
4月24日「植物学の日」に因み、「植物の名前を取り込んで好きな人に告白するなら･･･このセリフ!」というお題で読者投稿企画を行う
- VOL.0103 (4/26～5/9) ※2021年21･22合併号

「FUNKで行こうぜ!!」
5月3日「ジェームズ･ブラウンの誕生日」に因み、ファンクミュージックの新旧10名盤を紹介する
- VOL.0104 (5/10～5/16) ※2021年23号

「第3回プレゼントページアワード」
5月15日「景品表示法公布」に因み、毎号若手編集が作っているプレゼントページの審査を久保帯人先生が行う
- VOL.0105 (5/17～5/23) ※2021年24号

「虎杖を食べよう」
4～5月がイタドリの旬であることから、呪術廻戦の主人公の名前で知られる山野草「虎杖」の料理を紹介する
- VOL.0106 (5/24~5/30) ※2021年25号

ネタハガキ東西戦
5月24日「建築基準法公布」に因み、「集英社のビル、ボツになった設計案とは!?」というお題で読者投稿企画を行う
- VOL.0107 (5/31～6/6) ※2021年26号

「食べもの登場回数年間ランキング」
6月2日「横浜カレー記念日」に因み、過去1年に掲載されたページの中で何の食べものが最も描かれていたかを調査してランキングする
- VOL.0108 (6/7～6/13) ※2021年27号

ネタハガキ東西戦
6月9日「ロックの日」に因み、「変なアーティスト名&変な曲名大連発」というお題で読者投稿企画を行う
- VOL.0109 (6/14～6/20) ※2021年28号

「親父の背中20連発」
6月20日「父の日」に因み、過去のジャンプ作品の父親キャラの背中シーンをピックアップする
- VOL.0110 (6/21～6/27) ※2021年29号

「作中スナック&菓子を探せ!!!」
6月21日「スナックの日」に因み、連載作品のコマに描かれたお菓子をピックアップする
- VOL.0111 (6/28～7/4) ※2021年30号

「SF小説何から読もう？」
7月2日「第一回世界SF大会」に因み、ジャンプ作品に通じるジャンルのSF小説を紹介する。ナビゲーターはSF作家の伴名練。
- VOL.0112 (7/5～7/11) ※2021年31号

「夏の最強ポニーテールスタイルBOOK」
7月7日「ポニーテールの日」に因み、ジャンプキャラのポニーテールスタイルをピックアップする
- VOL.0113 (7/12～7/18) ※2021年32号

「この見開き演出がスゴイっ!!!」
7月中旬「東日本などで海開きシーズン」に因み、WJ編集者が選ぶジャンプ作品の2ページ見開き演出を紹介する
- VOL.0114 (7/19～8/1) ※2021年33･34合併号

ネタハガキ東西戦
7月30日「生サーモンの日」に因み、「魚介類の名前を取り込んで落ち込んだ友達を励ます一言を!」というお題で読者投稿企画を行う
- VOL.0115 (8/2～8/9) ※2021年35号

「いまポテチってこんなことになってるの!?」
8月4日「北海道ばれいしょの日」に因み、最近のポテトチップスの進化を知るべく商品をピックアップする
- VOL.0116 (8/10～8/22) ※2021年36･37合併号

「Jキャラ帽子 採集と分類」
8月10日「帽子の日」に因み、ジャンプキャラの帽子をタイプごとにピックアップする
- VOL.0117 (8/23～29) ※2021年38号

「UKロックのすすめ」
8月26日「日英修好通商条約締結(1858年)」に因み、バンド「Plastic Tree」の有村竜太郎氏にUKロックを紹介してもらい、代表的なバンドをピックアップする
- VOL.0118 (8/30～9/5) ※2021年39号

ネタハガキ東西戦
8月31日「夏休み最終日」に因み、「残り1日でゼロからできる自由研究・自由工作はコレだ!!!」というお題で読者投稿企画を行う
- VOL.0119 (9/6～9/12) ※2021年40号

「週ちゃん」一年分クロスワード2021
9月6日「クロスワードの日」に因み、2020年41号から約一年分の週ちゃんに掲載したキーワードを使ったクロスワードパズルを行う。
答えが分かると懸賞に応募でき、正解者の中から抽選で3名に特製タイベックバッグを、20名に「週ちゃん」ステッカーをプレゼントする。
- VOL.0120 (9/13～9/17) ※2021年41号

「赤いページの秘密に迫れ!」
特別編として、通常の巻末モノクロページとは違い2色ページに掲載。2色ページについて解説する。
- VOL.0121 (9/18～9/26) ※2021年42号

ネタハガキ東西戦
9月25日「世界初のトライアスロン大会(1974年)」に因み、「新トライアスロンを考えろ!!」というお題で読者投稿企画を行う
- VOL.0122 (9/27～10/3) ※2021年43号

「妙～に持っときたいJスタンプ集」
9月27日「WEEKLY週ちゃんLINEスタンプ発売開始」に伴い、その宣伝と発売中のLINEジャンプ作品スタンプをピックアップする
- VOL.0123 (10/4～10/10) ※2021年44号

「メガネTOPICS」
10月10日「目の愛護デー」に因み、過去1年間のジャンプで描かれたメガネ事情のあれこれを特集する
- VOL.0124 (10/11～10/17) ※2021年45号

「名刀・名剣 線結びクイズ」
10月16日「刃物まつり初日(岐阜県関市)」に因み、少年ジャンプの歴代作品に登場する刀剣の絵・持ち主・刀剣名を線で結ぶクイズを出題する
- VOL.0125 (10/18～10/24) ※2021年46号

「週ちゃん統計センター」
10月18日「統計の日」に因み、WJに関する情報3つを統計してデータ化する
- VOL.0126 (10/25～10/31) ※2021年47号

ネタハガキ東西戦
10月27日から読書週間スタートに因み、「知られざるブッとび昔話! その絵本の表紙とは!?」というお題で読者投稿企画を行う
- VOL.0127 (11/1～11/7) ※2021年48号

「コミックスのおしらせ『4色JC』若手制作奮闘記」
11月4日「ジャンプコミックス発売日」に因み、月イチでカラー掲載されるJC告知ページのノウハウを2021年のバックナンバーと共に紹介する
- VOL.0128 (11/8～11/14) ※2021年49号

「アイシングクッキーつくろうぜ!」
11月9日「アイシングクッキーの日」に因み、アイシングクッキーの作り方を紹介し、オリジナルのクッキーを作ってみる
- VOL.0129 (11/15～11/21) ※2021年50号

「WJ重大会議 入手! ㊙議事録集」
11月15日「第一回サミット(1975年)」に因み、ジャンプ作品の会議シーンをピックアップする
- VOL.0130 (11/22～11/28) ※2021年51号

ネタハガキ東西戦
11月26日「いい風呂の日」に因み、「本当～にちょっとだけ話題になった斬新な入浴剤とは♨」というお題で読者投稿企画を行う
- VOL.0131 (11/29～12/5) ※2021年52号

「Jキャラ奇術師たちの競演」
12月3日「記述の日」に因み、WJ連載作品のマジシャンキャラとそのパフォーマンスシーンをピックアップする
- VOL.0132 (12/6～12/12） ※2022年1号

「今日から1号 ココを見てくれ!」
12月6日「WJ新年1号発売日」に因み、新しくなった目次ページを紹介する。また2021年版の「OK! JUMP GUY」をピックアップしコメントする。
- VOL.0133 (12/13～12/19) ※2022年2号

ネタハガキ東西戦
12月13日「大掃除の日」に因み、「わが家の大掃除! 翌日ニュースになった珍事が! いったい何があった!?」というお題で読者投稿企画を行う
- VOL.0134 (12/20～1/3) ※2022年3･4合併号

「メリークリスマス!! 聖夜の…作中メモリアルバム」
12月25日「クリスマス」に因み、WJ連載作品のクリスマスシーンをピックアップする
※4ページ構成。2021年のWJニュース･おまけマンガ付き。
- VOL.0135 (1/4～1/16) ※2022年5･6合併号

「WJ作中東京名所双六」
ジャンプ連載マンガの作中で描かれた東京名所を双六形式で紹介する
- VOL.0136 (1/17～1/23) ※2022年7号

「あなたの本格アウター教えてください!」
1月20日「大寒」に因み、WJの作中から冬用ヘビーアウターファッションをピックアップする
- VOL.0137 (1/24～1/30) ※2022年8号

ネタハガキ東西戦
寒さ本番ということで、「冬がテーマの脱力5･7･5!!!」というお題で読者投稿企画を行う
- VOL.0138 (1/31～2/6) ※2022年9号

「パソコン使いキャラの愛機をチェック!」
2月2日「情報セキュリティの日」に因み、WJ連載作品のパソコンキャラの愛機をピックアップする
- VOL.0139 (2/7～2/13) ※2022年10号

「今こそ確かめたいっ!! あの雪上シーン キミはスキー派? スノボ派?」
2月がウィンタースポーツシーズンであることに因み、WJ連載作品のスキーシーンとスノボシーンをピックアップする
- VOL.0140 (2/14～2/20) ※2022年11号

「日本式天気図記号をいまこそ覚えよう」
2月16日「日本初の天気図作成」に因み、天気図記号とその天候に合ったWJ作品のシーンを合わせて紹介する
- VOL.0141 (2/21～2/27) ※2022年12号

ネタハガキ東西戦
2月23日「富士山の日」に因み、「富士山に登った人が必ず驚く意外に知られていない事実(ウソ)とは?」というお題で読者投稿企画を行う
- VOL.0142 (2/28～3/6) ※2022年13号

「WJ fashion journal 2021-2022」
2月28日「パリコレクションAWウィメンズ初日」に因み、ファッションディレクターの鈴木豪氏が過去1年に掲載されたWJ作中キャラのファッションをピックアップする
- VOL.0143 (3/7～3/13) ※2022年14号

「集まれ! ジャンプで頑張るメジャー名字さん」
3月10日「佐藤の日」に因み、日本に多い苗字TOP20に該当するジャンプキャラをピックアップする
- VOL.0144 (3/14～3/18) ※2022年15号

第三回消印選手権
押印局から編集部までの距離が202.2kmに近いハガキと押印局の標高が最も高いハガキを読者から投函してもらい、各上位5名をランキングする
- VOL.0145 (3/19～3/27) ※2022年16号

※巻頭フルカラー掲載
緊急企画「カラーページのナゾ全て教えよう」
3周年カラー掲載につき、カラーページの仕組みを解説する
- VOL.0146 (3/28～4/3) ※2022年17号

ネタハガキ東西戦
3月30日「アメリカで消しゴム付き鉛筆の特許取得」に因み、「1つで2つの機能がある謎商品を教えて!」というお題で読者投稿企画を行う
- VOL.0147 (4/4～4/10) ※2022年18号

「どんなジャンプキャラが組織のトップに立つのか?」
4月10日「社長の日」に因み、WJ連載作品の社長キャラを特集する
- VOL.0148 (4/11～4/17) ※2022年19号

ネタハガキ東西戦
4月11日「ドラマ『ちむどんどん』スタート」に因み、「内容はマジで未知数だが『初回は見るか･･･』と思わせる朝の連続ドラマのタイトルとは」というお題で読者投稿企画を行う
- VOL.0149 (4/18～4/24) ※2022年20号

「作中! 架空の植物クイズ」
4月24日「植物学の日」に因み、WJ連載作品に登場した架空の植物をピックアップする
- VOL.0150 (4/25～5/8) ※2022年21･22合併号

※増量版4ページ
「主人公たち より若かりし日々のおもいでア･ル･バ･ム」
5月5日「こどもの日」に因み、WJ連載作品の主人公の幼少期の回想シーンをピックアップする
「昭和最後のジャンプを拝見!」
4月29日「昭和の日」に因み、昭和最後に発売された1989年新年合併号の内容をフィーチャーする
- VOL.0151 (5/9～5/15) ※2022年23号

※増量版4ページ
「第4回プレゼントページアワード」
5月15日「景品表示法公布」に因み、過去1年分のWJプレゼントページのデザインを久保帯人先生を審査委員長に迎えピックアップし、大賞を決定する
- VOL.0152 (5/16～5/22) ※2022年24号

ネタハガキ東西戦
5月18日「国際博物館の日」に因み、「2522年の日本で国立博物館に収められている意外な品物とは!!」というお題で読者投稿企画を行う
- VOL.0153 (5/23～5/29) ※2022年25号

「頼富編集に聞きたい! アスパラガスについての10の質問」
5月～6月がアスパラガスの旬であることから、学生時代に農学部でアスパラガスの研究をしていたという頼富編集（ウィッチウォッチ担当）にアスパラガスの生態をインタビューする
- VOL.0154 (5/30～6/5) ※2022年26号

「旅館の『あのスペース』大特集」
6月4日「杖立温泉･蒸し湯の日」に因み、WJ連載作品に旅館の広縁が登場するシーンをピックアップする
- VOL.0155 (6/6～6/12) ※2022年27号

「ジャンプ系漫画 あんな傘こんな傘コレクション」
6月11日「傘の日」に因み、ジャンプ系列作品に登場するキャラ愛用の傘をピックアップする
- VOL.0156 (6/13～6/19) ※2022年28号

ネタハガキ東西戦
６月が梅雨シーズンであること因み、「雨の日でも気分がアガるちょっとしたアイデアを教えて!」というお題で読者投稿企画を行う
- VOL.0157 (6/20～6/26) ※2022年29号

「ドライブ・作中・カー」
6月25日「指定自動車教習所の日」に因み、WJ作品内で女性キャラクターが自動車を運転しているシーンをピックアップする
- VOL.0158 (6/27～7/3) ※2022年30号

「作中世界レジャーランド徹底ガイド」
7月1日「REDHORSE OSAKA WHEEL開業」に因み、WJ作品に登場した架空のレジャーランドをピックアップする
- VOL.0159 (7/4～7/10) ※2022年31号

「涼やか 爽やか ゆかたカタログ」
7月7日「ゆかたの日」に因み、WJキャラの浴衣姿をピックアップする
- VOL.0160 (7/11～7/18) ※2022年32号

「作中であの時食べたあのラーメン」
7月11日「ラーメンの日」に因み、WJ作中に登場したラーメンをピックアップする
- VOL.0161 (7/19～7/24) ※2022年33号

ネタハガキ東西戦
7月20日「Tシャツの日」に因み、「ズバリ! この夏流行るTシャツはコレだ!」というお題で読者投稿企画を行う
- VOL.0162 (7/25～7/31) ※2022年34号

「ジャンプ･伊達な仙台三編集の 俺たちの仙台を語りたい! 前編」
7月30-31日「夏まつり仙台すずめ踊り」に因み、仙台出身の編集者3人が仙台駅周辺の（私的な）青春スポットを紹介する
- VOL.0163 (8/1～8/7) ※2022年35号

「ジャンプ･伊達な仙台三編集の 俺たちの仙台を語りたい! 後編」
8月6-8日「仙台七夕まつり」に因み、仙台出身の編集者3人が宮城のお土産や味覚、その他仙台の情報を紹介する
- VOL.0164 (8/8～8/21) ※2022年36･37合併号

※増量版分割4ページ（うち2ページ巻頭カラー）
「サンダーキャット ジャンプ編集部に現る!!!」
有名ベーシストであり日本アニメ好きとして知られるサンダーキャット氏がジャンプ編集部に訪問した際のインタビューを掲載する
- VOL.0165 (8/22～8/28) ※2022年38号

ネタハガキ東西戦
夏祭りシーズンであることに因み、「縁日で、金魚すくいに代わる新世代の『〇〇すくい』はコレだ!」というお題で読者投稿企画を行う
- VOL.0166 (8/29～9/4) ※2022年39号

「焼肉VS BBQ 炙りの流儀対決」
8月29日「焼肉の日」に因み、WJ作中の焼肉シーンとBBQシーンを5番勝負形式でピックアップする
- VOL.0167 (9/5～9/11) ※2022年40号

「漫画史にとっても偉大な一歩だーー　ジャンプ描かれた月面史」
9月10日「中秋の名月」に因み、WJ作中で月を大きく取り扱ったシーンをピックアップする
- VOL.0168 (9/12～9/19) ※2022年41号

「J作中から40問! みんな、覚えているか!! 全国高校名クイズ選手権」
9月12日「クイズの日」に因み、WJ作品に登場する高校の名前をクイズにして40問出題する
- VOL.0169 (9/20～9/25) ※2022年42号

「作中モール回もじわじわ定着中!? ショッピングモールいこうよ～!」
9月21日「イオン(株)の全身･(株)岡田屋呉服店設立(1926)」に因み、WJ作中に登場したショッピングモールをピックアップする
- VOL.0170 (9/26～10/2) ※2022年43号

ネタハガキ東西戦
「秋の夜長… 夜ふかしあるあるを教えてください」というお題で読者投稿企画を行う
- VOL.0171 (10/3～10/10) ※2022年44号

「メガネ&アイウェアTOPICS 2022」
10月10日「目の愛護デー」に因み、WJ2021年41号～2022年40号に掲載された作中キャラクターのメガネやアイウェアをピックアップする
- VOL.0172 (10/11～10/16) ※2022年45号

「祝! 日本の鉄道150周年　一度は乗りたいジャンプ特別車両名鑑」
10月14日「鉄道の日」に因み、WJ作中に登場した列車をピックアップする
- VOL.0173 (10/17～10/23) ※2022年46号

ネタハガキ東西戦
10月が芸術の秋であることから、「トガりすぎて時代が追いつかなかった彫刻家。どんな彫刻家?」というお題で読者投稿企画を行う
- VOL.0174 (10/24～10/30) ※2022年47号

「少年ジャンプ編集部はココにある! 持ち込みついでに東京都千代田区神保町に繰り出そうぜ 前編」
10月28日～第62回東京名物神田古本まつり初日が開催されるのに因み、神保町に古書店が並ぶ様子をマンガで紹介する
- VOL.0175 (10/31～11/6) ※2022年48号

「少年ジャンプ編集部はココにある! 持ち込みついでに東京都千代田区神保町に繰り出そうぜ 後編」
11月が読書の秋…が関係あるのかは不明だが、カレー激戦区である神保町のカレー店3店舗のカレー料理を紹介する
- VOL.0176 (11/7～11/13) ※2022年49号

「22年は当たり年～!? 総体柱の正体を追え!! 前編・概論編」
ジャンプ冊子においてモノクロページ1ページ目の横側に出現する総体柱（少年ジャンプ自体を宣伝する縦長のスペース）について説明する
- VOL.0177 (11/14～11/20) ※2022年50号

「冒頭に出没するレア柱!! 総体柱の正体を追え!! 後編・クロニクル編」
紙版のジャンプの横側に掲載される総体柱を、創刊直後から現在まで10年区切りで傾向や出現頻度を紹介する
- VOL.0178 (11/21～11/27) ※2022年51号

ネタハガキ東西戦
11月22日「回転寿司記念日」に因み、「かわいすぎる回転寿司店『ファンシー寿司』 どんなネタが回ってる?」というお題で読者投稿企画を行う
- VOL.0179 (11/28～12/4) ※2022年52号

「何が出るかな? ガラガラポン! 福引で何かしらが当たった回特集」
12月が歳末大売出しシーズンであることに因み、WJ作中の福引シーンにて当てた人と当てたモノをピックアップする
- VOL.0180 (12/5～12/11) ※2023年1号

「今日から1号 ココを見てくれ!」
12月5日「WJ新年1号発売日」ということで、背表紙・目次・アンケートハガキ・予告柱のリニューアル点を紹介する
また、2022年の編集後記のコメントをピックアップし、動向をめとめる
- VOL.0181 (12/12～12/18) ※2023年2号

ネタハガキ東西戦
12月15日「年賀はがき引き受け開始日」に因み、「来年の年賀状に取り入れたい!? 次の干支『うさぎ』モチーフの斬新なオリジナルキャラを考えよう!」というお題で読者投稿企画を行う
- VOL.0182 (12/19～12/25) ※2023年3号

「こんなアナタに登ってほしい… 塔＆タワーコンシェルジュ」
12月23日「東京タワー完成(1958)」に因み、WJ作中に登場した塔やタワーをピックアップする
- VOL.0183 (12/26～1/6) ※2023年4･5合併号

「年末年始は先生方が観た作品群を追いまくれ! プレイバック『今週のエンタメ!』2022」
2022年のジャンプ目次ページにて掲載された、作者陣の視聴メディア作品紹介コーナー『今週のエンタメ!』をカテゴリ別に記事にまとめる
- VOL.0184 (1/7～1/22) ※2023年6･7合併号

※4ページ拡大版（巻中掲載）
「WJ作中 東海道中名所双六」
ジャンプ55周年をきっかけに創刊号目次ページのコメントを振り返るおまけマンガ2ページ / 東海道の名所が登場したWJ作中シーンを双六形式で紹介する
- VOL.0185 (1/23～1/29) ※2023年8号

ネタハガキ東西戦
「2023年の1月に達成できそうな『新年の抱負』」というお題で読者投稿企画を行う
なおネタ募集の際に例題として載っていたネタの字が間違っているという指摘のネタが2通届いており、冒頭で取り上げられていた
- VOL.0186 (1/30～2/5) ※2023年9号

「気づけばジャンプにもめっちゃいる! 連載陣 二つ結びマトリックス」
2月2日「ツインテールの日」に因み、WJ現連載作品の中から二つ結びの髪型のキャラをピックアップする
- VOL.0187 (2/6～2/12) ※2023年10号

「あなたに合ったアルバイトはあるかな？ ジャンプバイトナビ2023」
2月9日「副業の日」に因み、WJ現連載作品に登場したアルバイトシーンをピックアップする
- VOL.0188 (2/13～2/19) ※2023年11号

ネタハガキ東西戦
「顕微鏡を覗いてビックリ! 思わず二度見した雪の結晶、どんなの?」というお題で読者投稿企画を行う
- VOL.0189 (2/20～2/26) ※2023年12号

「ネタがない! こうなったらネコ大量作戦だニャ～ ジャンプネコ33連発」
2月22日「猫の日」に因み、WJ歴代連載作品のネコキャラをピックアップする
- VOL.0190 (2/27～3/5) ※2023年13号

「WJ fashion journal 2022-2023」
2月27日「パリコレクション ウィメンズAW初日」に因み、ファッションディレクターの鈴木豪さんに過去1年間のWJ作品の中から気になったファッションを取り上げてもらう（第4回開催）
- VOL.0191 (3/6～3/12) ※2023年14号

※増量版4ページ
「好きな曜日人気投票」
読者から好きな曜日をハガキで投票してもらい、1位になった曜日に投票した人の中から抽選で10名にその曜日の『毎日がアニバーサリーズ』キャラのアクリルスタンドを、その他の曜日に投票した人の中から抽選で10名に特製手ぬぐいをプレゼントする
第四回消印選手権
押印局から編集部までの距離が400kmに近いハガキと100kmに近いハガキを読者から投函してもらい、各上位5名をランキングする
- VOL.0192 (3/13～3/19) ※2023年15号

「実録! 団子を食べる男たち」
3月16日「十六団子の日」に因み、ジャンプ系作品における団子の実食シーンをピックアップする
- VOL.0193 (3/20～3/26) ※2023年16号

ネタハガキ東西戦
「やりすぎている『卒業式での卒業証書の受け取り方』どんなの?」というお題で読者投稿企画を行う
- VOL.0194 (3/27～4/2) ※2023年17号

「作中シーンで年表を埋められるか!? 日本史タイムトラベルコマハンター」
3月28日「江戸東京博物館」に因み、日本史における各時代をジャンプ系作品のワンシーンで埋めてみる
- VOL.0195 (4/3～4/9) ※2023年18号

「風雲! 記憶力で攻略せよ! ジャンプ作品お城検定」
4月6日「城の日」に因み、新旧WJ作品に登場した城の名前をクイズにして出題する
- VOL.0196 (4/10～4/16) ※2023年19号

ネタハガキ東西戦
4月13日「喫茶店の日」に因み、「自分で開店するなら… ヘンな喫茶店かカフェの店名を考えよう!」というお題で読者投稿企画を行う
- VOL.0197 (4/17～4/23) ※2023年20号

「ジャンプ界隈&週ちゃんチーム 民法! 最近オレたちコレ観てる!」
WJ編集の三ツ森、隣の部署の編集井坂、「週ちゃん」チームより村越・イーピャオが、民法のTVバラエティ番組をプレゼンする特集第2弾
- VOL.0198 (4/24～5/7) ※2023年21･22合併号

「食らったらたまらん! 漫画でよかった～　生い茂れ! 植物系攻撃能力図鑑」
4月24日「植物学の日」に因み、WJ作品に登場した植物系攻撃能力シーンをピックアップする
- VOL.0199 (5/8～5/14) ※2023年23号

※4ページ拡大版
「第5回プレゼントページアワード」
久保帯人先生を審査員に迎え、若手編集の作るWJプレゼントページを総評&上位ランキングする
- VOL.0200 (5/15～5/31) ※2023年24号

第一回・好きな曜日人気投票 結果発表!!!
連載200回を記念して読者から好きな曜日にハガキで投票してもらい、1位の曜日キャラをノベルティのアクリルスタンドにする。ちなみに有効投票数はわずか53票で、1位は月曜日の16票である。
- VOL.0201 (5/22～5/28) ※2023年25号

ネタハガキ東西戦
5月がアウトドアシーズンであることに因み、「鳥の名前を取り込みながら頭の良さそうなことを言ってみよう!」というお題で読者投稿企画を行う
- VOL.0202 (5/29～6/4) ※2023年26号

「測って測って測りまくれ! 検証　編集部内にある一番大きいフィギュアを探せ!」
6月3日「測量法公布の日」に因み、WJ編集部内にあるジャンプキャラのフィギュアの中から大きいものTOP3を紹介する
- VOL.0203 (6/5～6/11) ※2023年27号

「楽器ウォッチャー･村越がゆく! J作中Gt&Ba こんなモデルなんじゃないか予想」
6月9日「レス･ポールの誕生日」に因み、楽器のチェックに余念のない村越編集がWJ作中に登場するギター&ベースのモデルを予想する
- VOL.0204 (6/12～6/18) ※2023年28号

ネタハガキ東西戦
6月が梅雨シーズンであることに因み、「雨をブッ飛ばせ! 『梅雨』という季語を入れておもむきゼロ俳句を詠もう!」というお題で読者投稿企画を行う
- VOL.0205 (6/19～6/25) ※2023年29号

「クイズ・ザ・これ誰の自室?」
6月25日「住宅デー」に因み、WJ作中に登場した部屋をピックアップし、どのキャラの自室かをクイズにする
- VOL.0206 (6/26～7/2) ※2023年30号

「センターカラー疑問解決センター」
7月2日「真ん中の日」に因み、少年ジャンプのセンターカラーの疑問について解説する
- VOL.0207 (7/3～7/9) ※2023年31号

ネタハガキ東西戦
少年ジャンプ創刊55周年であることから、「少年ジャンプ155周年(100年後)に読者人気1位の作品名は?」というお題で読者投稿企画を行う
- VOL.0208 (7/10～7/16) ※2023年32号

「あえてONE PIECE"じゃない" 船が出てくるエピソードウォッチング
7月15日「内航船の日」に因み、WJ作中の船が登場するシーンをピックアップする。ただし船の登場が非常に多いONE PIECEは除く。
- VOL.0209 (7/17～7/23) ※2023年33号

※フルカラー4ページ拡大版
「ジャンププレゼントページ考古学特別調査班」
少年ジャンプ55周年特別篇として、創刊号からのプレゼントページを19枚フルカラーでピックアップする
- VOL.0210 (7/24～7/30) ※2023年34号

「なんで京都編になると面白うなるんやろうか…（前編 バトル･ドラマの巻）」
7月24日「衹園祭 後祭 山鉾巡行」に因み、京都を舞台にすると盛り上がりを見せる少年ジャンプのバトル･ドラママンガの京都編を復習する
- VOL.0211 (7/31～8/6) ※2023年35号

「なんで京都編になると面白うなるんやろうか…（後編 修学旅行の巻）」
7月31日「衹園祭 最終日」に因み、京都を舞台にエピソードが展開した少年ジャンプの修学旅行シーンを復習する
- VOL.212 (8/7～8/20) ※2023年36･37合併号

「今年で創立97周年! ジャンプ漫画に描かれた集英社を探せ!」
8月8日「集英社 創立(1926年)」に因み、WJ作品の中で描かれた集英社や編集部のシーンをピックアップする
- VOL.213 (8/21～8/27) ※2023年38号

ネタハガキ東西戦
「夏は活動最盛期! 蚊にひとこと言ってやれ!」というお題で読者投稿企画を行う
- VOL.214 (8/28～9/3) ※2023年39号

「ハイクラスな名家の方はやはり 天蓋つきベッドなのでしょうか……」
9月3日「ベッドの日」に因み、WJ作中で天蓋つきベッドが自室にあるキャラをピックアップする
- VOL.215 (9/4～9/10) ※2023年40号

「東京・新宿ではなぜかドラマが起こるんだぜ」
9月4日「丹下健三の誕生日」9月7日「石川栄耀の誕生日」に因み、新宿を舞台に描かれたWJ作品のシーンをピックアップする
- VOL.216 (9/11～9/17) ※2023年41号

「プレイバック! 非･野球漫画の野球回」
9月11日「後楽園球場開業（1937年）」に因み、野球がテーマではないWJ作品の野球展開をピックアップする
- VOL.217 (9/18～9/24) ※2023年42号

ネタハガキ東西戦
「こんな『食べ放題』はさすがにキツイ! どんな『食べ放題』?」というお題で読者投稿企画を行う
- VOL.218 (9/25～10/1) ※2023年43号

「こ～んなシブい喫茶店で一息どう?」｛&マスターヒゲ情報
10月1日「コーヒーの日」に因み、WJ作中に登場した喫茶店の紹介と、そのマスターにヒゲがあった場合チェックを行う
- VOL.219 (10/2～10/8) ※2023年44号

ネタハガキ東西戦
「今年は盛り上がりに欠けそうだなぁ… どんな文化祭のスローガン?」というお題で読者投稿企画を行う
- VOL.220 (10/9～10/15) ※2023年45号

「ネガネ&サングラスTOPICS 2023」
10月10日「目の愛護デー」に因み、メガネやサングラスに関するWJの話題やデータを特集する
- VOL.221 (10/16～10/22) ※2023年46号

「漫画に出てくる研究所研究所」
10月21日「アルフレッド･ノーベルの誕生日」に因み、WJ作品に登場する研究所をピックアップする
- VOL.222 (10/23～10/29) ※2023年47号

「この"架空の通信機器"がスゴい! 完全カタログ」
10月23日「電信電話記念日」に因み、WJ作中に登場する通信機器をピックアップする
- VOL.223 (10/30～11/5) ※2023年48号

「プレイバック! 非･野球漫画の野球回」
10/28～11/5 日本シリーズ開幕中に因み、VOL.216に引き続き野球がテーマではないWJ作品（連載終了しているもの）の野球展開をピックアップする
- VOL.224 (11/6～11/12) ※2023年49号

「11/11に記念日がスゲェ～あるから一旦整理しよう!」
11月11日に記念日が非常に多いことから、それらを系統別にまとめる
- VOL.225 (11/13～11/19) ※2023年50号

ネタハガキ東西戦
芸術の秋ということで、「新しい絵の具の色の名前を考案しよう!」というお題で読者投稿企画を行う
- VOL.226 (11/20～11/26) ※2023年51号

「編集班対抗! アンサーシンクロ率 決･定･戦」
11月26日「いいチームの日」に因み、WJ編集部各班にフィーリングクイズ10問を出題して班員4名の回答のシンクロ率が最も高い班を決定する。
- VOL.227 (11/27～12/3) ※2023年52号

「WJ作中ゲーム捜索班 第1回カクウG部!」
12月3日「初代プレイステーション発売」に因み、WJ作中に登場した架空のゲームを特集する
- VOL.0228 (12/4～12/10) ※2024年1号

緊急企画「ギタリスト コリー･ウォンを調査せよ」
アニメ「SPY×FAMILY」のED主題歌でギターを手掛けるアメリカのギタリスト「コリー･ウォン」を特集する
- VOL.0229 (12/11～12/17) ※2024年2号

ネタハガキ東西戦
M-1グランプリ本番目前ということで、「江戸時代にM-1があったら…優勝ユニット名はなに？」というお題で読者投稿企画を行う
- VOL.0230 (12/18～12/24) ※2024年3号

「連載作 冬のラーメンアワード2023」
12月にラーメンが食べたくなるという理由から、2023年に現連載作品の作中に登場したラーメンを特集する
- VOL.0231 (12/25～1/5) ※2024年4･5合併号

※カラー＆モノクロ６ページ拡大版
「shuchan ULTIMATE PREMIUM SERIES VOL.2」
前年のサンダーキャットに続き、ジャンプ編集部に現れた米国のミュージシャン、フライング･ロータスの独占インタビューを掲載する
- VOL.232 (1/6～1/21) ※2024年6･7合併号

「開運祈願 いでよ! 竜＆ドラゴン大集結」
2024年が辰年であることから、ジャンプ作品に登場する竜やドラゴンを特集する
- VOL.0233 (1/22～1/28) ※2024年8号

ネタハガキ東西戦
2024年は辰年ということで、「ドラゴン同士が会った時のあいさつは、どんなの？」というお題で読者投稿企画を行う。

## ネタハガキ東西戦
月イチで開催される読者投稿企画。毎月第1週ごろに大喜利のお題を発表し、その後読者から郵送にて寄せられたネタハガキを掲載する。
お題に応じて文字ネタ・絵ネタを掲載する。なお文字ネタの活字掲載はしておらず、読者が書いた文字をそのまま使用する。
この時投稿者の名前またはペンネームと、投稿された都道府県を同時に掲載する。
ネタは東西（NTT東日本とNTT西日本に依存する）の2ブロックに分けられ、東西で最優秀賞を決定する。
賞品として、東西の最優秀賞には特製オリジナルグッズ（時期により変わる）、その他の掲載者にはオリジナルステッカーが贈られる。
|    |          | 発表日     | 掲載号            | お題                                                                              | 文字･絵の区分 | 東軍最優秀賞                   | 西軍最優秀賞                             | 最優秀賞の賞品                        |
| -- | -------- | ---------- | ----------------- | --------------------------------------------------------------------------------- | ------------- | ------------------------------ | ---------------------------------------- | ------------------------------------- |
| 1  | VOL.0032 | 2019.10.21 |                   | 読者考案･ヤバイ戦国武将結集! ハガキヶ原の戦い                                     | 絵            | 千葉県市川市・太郎右門         | 兵庫県姫路市・なみのりくじら             | 掲載キャラが1ヶ月間週ちゃん誌面に登場 |
| 2  | VOL.0042 | 2020.01.04 | 2020年6･7合併号   | 年明け一発目！ 書き初め東西戦                                                     | 文字          | 東京都東村山市・O              | 兵庫県姫路市・なみのりくじら             | 特製パーカー                          |
| 3  | VOL.0046 | 2020.02.10 |                   | 未だ誰もしたことがないチョコの渡し方                                              | どちらでも可  | 東京都東村山市・O              | 岐阜県多治見市・白髪ネギ華道             | 特製パーカー                          |
| 4  | VOL.0050 | 2020.03.09 |                   | 卒業式で10年後の自分に宛てた寄せ書きの一文!!!                                     | 文字          | 新潟県新潟市・たてぶえサックス | 福岡県大野城市・(仮)スマ戦車             | 特製パーカー                          |
| 5  | VOL.0055 | 2020.04.13 |                   | こんなお花見はイヤだ!!!                                                           | どちらでも可  | 神奈川県横浜市・カリン         | 広島県尾道市・だもん                     | 特製Tシャツ                           |
| 6  | VOL.0058 | 2020.05.18 |                   | 疾走! ヤバイF1カー                                                                | 絵            | 千葉県市川市・太郎右門         | 徳島県徳島市・セッドあとむ               | 特製Tシャツ                           |
| 7  | VOL.0063 | 2020.06.22 |                   | こんなUFOはイヤだ!                                                                | 絵            | 岩手県一関市・さばねこ         | 兵庫県姫路市・なみのりくじら             | 特製Tシャツ                           |
| 8  | VOL.0067 | 2020.07.20 | 合併号            | こんな怪談はイヤだ!                                                               | どちらでも可  | 新潟県新潟市・たてぶえサックス | 広島県広島市・照り                       | 特製Tシャツ                           |
| 9  | VOL.0069 | 2020.08.11 | 合併号            | 夏がテーマの脱力5･7･5!!!                                                          | 文字          | 千葉県市川市・太郎右門         | 岐阜県多治見市・白髪ネギ華道             | 特製Tシャツ                           |
| 10 | VOL.0072 | 2020.09.07 |                   | 実は月の裏側の模様はこうだった!?                                                  | 絵            | 宮城県仙台市・オカトマト       | 三重県四日市市・TAKARA                   | 特製Tシャツ                           |
| 11 | VOL.0077 | 2020.10.12 |                   | ブッ飛んだ運動会の種目!!                                                          | どちらでも可  | 埼玉県深谷市・星の子ポロン     | 大阪府大阪市・ゲームセンターA            | 特製Tシャツ                           |
| 12 | VOL.0082 | 2020.11.16 |                   | 間違ってる将棋のコマ                                                              | 自由          | 埼玉県越谷市・冬眠             | 兵庫県姫路市・なみのりくじら             | 特製パーカー                          |
| 13 | VOL.0087 | 2020.12.21 |                   | クリスマスツリーの謎オーナメント                                                  | 絵            | 千葉県市川市・太郎右門         | 鹿児島県鹿児島市・未完の貴公子           | 特製パーカー                          |
| 14 | VOL.0090 | 2021.01.25 |                   | 「南極あるある」を教えてください。                                                | どちらでも可  | 埼玉県深谷市・星の子ポロン     | 兵庫県姫路市・ゲインズ                   | 特製パーカー                          |
| 15 | VOL.0094 | 2021.02.22 | 2021年12号        | こんなスキーヤー･スノーボーダー見たことねぇ!                                      | 絵            | 東京都練馬区・やしライ         | 大阪府大阪市・ゲームセンターA            | 特製パーカー                          |
| 16 | VOL.0098 | 2021.03.22 | 2021年16号        | 「新しい発電方法」を教えてくれ!                                                   | どちらでも可  | 北海道・唐怒利臼               | 奈良県・パープルアップル                 | 特製パーカー                          |
| 17 | VOL.0102 | 2021.04.19 | 2021年20号        | 植物の名前を取り込んで好きな人に告白するなら･･･このセリフ!                        | 文字          | 宮城県・ほしまる               | 奈良県・パープルアップル                 | タイベッグバッグ                      |
| 18 | VOL.0106 | 2021.05.24 | 2021年25号        | WJ編集部のある集英社のビル。ボツになった設計案とは!?                              | 絵            | 新潟県・たてぶえサックス       | 岐阜県・白髪ネギ華道                     | タイベッグバッグ                      |
| 19 | VOL.0108 | 2021.06.07 | 2021年27号        | 変なアーティスト名&変な曲名大連発                                                 | 文字          | 群馬県・南蛇井                 | 広島県・照り                             | タイベッグバッグ                      |
| 20 | VOL.0114 | 2021.07.19 | 2021年33･34合併号 | 魚介類の名前を取り込んで落ち込んだ友達を励ます一言を!                             | 文字          | 埼玉県・星の子ポロン           | 福岡県・ぴよこ                           | タイベッグバッグ                      |
| 21 | VOL.0118 | 2021.08.30 | 2021年39号        | 残り1日でゼロからできる自由研究・自由工作はコレだ!!!                              | 絵            | 岩手県・さばねこ               | 鹿児島県・未完の貴公子                   | タイベッグバッグ                      |
| 22 | VOL.0121 | 2021.09.18 | 2021年42号        | 水泳→自転車→長距離走に代わる新トライアスロンを考えろ!!                            | どちらでも可  | 北海道・ギザ10                 | 福岡県・(仮)スマ戦車                     | タイベッグバッグ                      |
| 23 | VOL.0126 | 2021.10.25 | 2021年47号        | 知られざるブッとび昔話! その絵本の表紙とは!?                                      | 絵            | 埼玉県・星の子ポロン           | 大阪府・ゲームセンターA                  | 透明小物ケース                        |
| 24 | VOL.0130 | 2021.11.22 | 2021年51号        | 本当～にちょっとだけ話題になった斬新な入浴剤とは♨                                 | どちらでも可  | 新潟県・こばんザメ             | 富山県・ひーさん                         | 透明小物ケース                        |
| 25 | VOL.0133 | 2021.12.13 | 2022年2号         | わが家の大掃除! 翌日ニュースになった珍事が! いったい何があった!?                  | どちらでも可  | 宮城県・ひまわり戦車           | 愛知県・半額カーネル                     | 透明小物ケース                        |
| 26 | VOL.0137 | 2022.01.24 | 2022年8号         | 寒さ本番! 冬がテーマの脱力5･7･5!!!                                                | 文字          | 新潟県・ひろき                 | 愛知県・三浦翔真                         | 透明小物ケース                        |
| 27 | VOL.0141 | 2022.02.21 | 2022年12号        | 富士山に登った人が必ず驚く意外に知られていない事実(ウソ)とは?                     | どちらでも可  | 宮城県・ほしまる               | 鹿児島県・未完の貴公子                   | 透明小物ケース                        |
| 28 | VOL.0146 | 2022.03.28 | 2022年17号        | 実用性はあるか!? 1つで2つの機能がある謎商品を教えて!                              | 絵            | 新潟県・井の線亭ぽんぽこ       | 徳島県・セッドあとむ                     | 透明小物ケース                        |
| 29 | VOL.0148 | 2022.04.11 | 2022年19号        | 「初回は見るか…」と思わせる朝の連続ドラマのタイトルとは                           | 文字          | 北海道・ギザ10                 | 京都府・出羽の花・命                     | 特製サコッシュ                        |
| 30 | VOL.0152 | 2022.05.16 | 2022年24号        | 2522年の日本で国立博物館に収められている意外な品物とは!                           | 絵            | 千葉県・てるる                 | 徳島県・セッドあとむ                     | 特製サコッシュ                        |
| 31 | VOL.0156 | 2022.06.13 | 2022年28号        | 雨の日でも気分がアガるちょっとしたアイディアとは?                                 | どちらでも可  | 千葉県・佐野葵                 | 岐阜県・白髪ネギ華道                     | 特製サコッシュ                        |
| 32 | VOL.0161 | 2022.07.19 | 2022年33号        | ズバリ! 意外にこの夏流行るTシャツはコレだ!                                        | 絵            | 埼玉県・ひでちか               | 岐阜県・箒ポイ                           | 特製サコッシュ                        |
| 33 | VOL.0165 | 2022.08.22 | 2022年38号        | 縁日で、金魚すくいに代わる新世代の「〇〇すくい」はコレだ!                         | 絵            | 茨城県・ゆで卵大好き           | 広島県・だもん                           | 特製サコッシュ                        |
| 34 | VOL.0170 | 2022.09.26 | 2022年43号        | 秋の夜長… 夜ふかしあるあるを教えてください                                        | どちらでも可  | 新潟県・井の線亭ぽんぽこ       | 鹿児島県・未完の貴公子                   | 特製サコッシュ                        |
| 35 | VOL.0173 | 2022.10.17 | 2022年46号        | 芸術の秋! トガりすぎて時代が追いつかなかった彫刻家。どんな彫刻家？                | どちらでも可  | 新潟県・たてぶえサックス       | 徳島県・セッドあとむ                     | 特製手ぬぐい                          |
| 36 | VOL.0178 | 2022.11.21 | 2022年51号        | かわいすぎる回転寿司店「ファンシー寿司」。どんなネタが回ってる?                   | 絵            | 茨城県・しらんしらん           | 福岡県・むふう                           | 特製手ぬぐい                          |
| 37 | VOL.0181 | 2022.12.12 | 2023年2号         | 来年の年賀状に取り入れたい! 次の干支「うさぎ」の斬新なオリジナルキャラを考えよう! | 絵            | 埼玉県・新ちゃん               | 岐阜県・Air                              | 特製手ぬぐい                          |
| 38 | VOL.0185 | 2023.1.23  | 2023年8号         | 2023年の1月中に達成できそうな「新年の抱負」を教えてね!                            | 文字          | 新潟県・ガオ                   | 愛知県・半額カーネル                     | 特製手ぬぐい                          |
| 39 | VOL.0188 | 2023.2.13  | 2023年11号        | 顕微鏡をのぞいてビックリ! 思わず二度見した雪の結晶、どんなの？                    | 絵            | 秋田県・函峰明治               | 山口健・石光亮一                         | 特製手ぬぐい                          |
| 40 | VOL.0193 | 2023.3.20  | 2023年16号        | やりすぎている「卒業式での卒業証書の受け取り方」 どんなの？                       | どちらでも可  | 埼玉県・星の子ポロン           | 奈良県・赤海雌細                         | 特製手ぬぐい                          |
| 41 | VOL.0196 | 2023.4.10  | 2023年19号        | 自分で開店するなら… ヘンな喫茶店かカフェの店名を考えよう!                         | 文字          | 千葉県・ばぁば・田             | 高知県・ジャンプ黙読三十四年週ちゃん音読 | 週ちゃんキャラアクスタ                |
| 42 | VOL.0201 | 2023.5.22  | 2023年25号        | 鳥の名前を取り込みながら頭の良さそうなことを言ってみよう!                         | 文字          | 福島県・宍戸孔哉               | 奈良県・パープルアップル                 | 週ちゃんキャラアクスタ                |
| 43 | VOL.0204 | 2023.6.12  | 2023年 28号       | 雨をブッ飛ばせ! 「梅雨」という季語を入れておもむきゼロ俳句を詠もう!               | 文字          | 秋田県・函峰明治               | 広島県・こんな日はTシャツに限るぜ!!      | 週ちゃんキャラアクスタ                |
| 44 | VOL.0207 | 2023.7.3   | 2023年31号        | 少年ジャンプ155周年(100年後)に読者人気1位の作品名は?                              | 文字          | 北海道・唐怒利臼               | 宮崎県・セッドあとむ                     | 週ちゃんキャラアクスタ                |
| 45 | VOL.213  | 2023.8.21  | 2023年38号        | 夏は活動最盛期! 蚊にひとこと言ってやれ!                                           | 文字          | 茨城県・ゆで卵大好き           | 奈良県・赤海雌細                         | 週ちゃんキャラアクスタ                |
| 46 | VOL.217  | 2023.9.18  | 2023年42号        | こんな「食べ放題」はさすがにキツイ! どんな「食べ放題」?                           | どちらでも可  | 新潟県・井の線亭ぽんぽこ       | 山口県・石光亮一                         | 週ちゃんキャラアクスタ                |
| 47 | VOL.219  | 2023.10.4  | 2023年44号        | 「今年は盛り上がりに欠けそうだなぁ…」 どんな文化祭のスローガン?                   | 文字          | 新潟県・ガオ                   | 富山県・カツヒサ                         | ワイヤレススマホ充電器                |
| 48 | VOL.225  | 2023.11.13 | 2023年50号        | 新しい絵の具の色の名前を考案しよう!                                               | 文字          | 北海道・唐怒利臼               | 宮崎県・セッドあとむ                     | ワイヤレススマホ充電器                |
| 49 | VOL.0229 | 2023.12.11 | 2024年2号         | 江戸時代に「M-1」があったら… 優勝ユニット名は、なに？                             | 文字          | 秋田県・函峰明治               | 愛知県・半額カーネル                     | ワイヤレススマホ充電器                |
| 50 | VOL.0233 | 2023.1.22  | 2024年8号         | 2024年は辰年だ! ドラゴン同士が会った時のあいさつは、どんなの？                    | どちらでも可  | 東京都・ドラゴン               | 岐阜県・白髪ネギ華道                     | ワイヤレススマホ充電器                |
| 51 |          |            |                   | 冬の体育のマラソン。どうすれば、みんな積極的に参加したくんるだろうか              | どちらでも可  |                                |                                          | ワイヤレススマホ充電器                |
| 52 |          |            |                   | 新世代のウグイスは「ホ～ホケキョ」ではなくなんと鳴く？                            | 文字          |                                |                                          | ワイヤレススマホ充電器                |

## 消印選手権
読者がハガキを投函し、押された消印の押印局が指定した地点にどれだけ近いかを競う企画。
お題とする起点は毎回2種類用意し、読者はAコースとBコースのどちらにも応募することができる。
ネタハガキ東西線と同じく、投稿者の名前またはペンネームと、投稿された都道府県を同時に掲載する。
Aコース・Bコースそれぞれ上位5名をランキングする。
賞品として、東西1位獲得者には特製オリジナルグッズ（時期により変わる）、2～5位にはオリジナルステッカーが贈られる。
|   |          | 発表日     | 掲載号     | お題A                                   | Aコース1位                                  | お題B                                             | Bコース1位                                                                              | 1位獲得者の賞品        |
| - | -------- | ---------- | ---------- | --------------------------------------- | ------------------------------------------- | ------------------------------------------------- | --------------------------------------------------------------------------------------- | ---------------------- |
| 1 | VOL.0045 | 2020.02.03 |            | 押印局とWJ編集部の距離が最も遠い人      | 久部良簡易郵便局(沖縄県与那国町) P.N.ゆたた | 押印局とWJ編集部の距離が300kmに近い人             | 新金沢郵便局(石川県金沢市) P.N.寝巻 四日市西郵便局(三重県四日市市) P.N.ヤンマー部隊隊長 | 特製パーカー           |
| 2 | VOL.0075 | 2020.09.28 |            | 押印局が北緯35度に近い人                | 静岡柳新田郵便局(静岡県静岡市) P.N.久田俊   | 押印局が東経140度に近い人                         | 若松赤井郵便局(福島県会津若松市) P.N.ナオキング                                         | 特製Tシャツ            |
| 3 | VOL.0144 | 2022.03.14 | 2022年15号 | 押印局とWJ編集部の距離が202.2kmに近い人 | 坂下郵便局(岐阜県中津川市) P.N.もりもり     | 押印局の標高が最も高い人                          | 白樺高原簡易郵便局(長野県立科町) P.N.Azucat                                             | 特製サコッシュ         |
| 4 | VOL.0191 | 2023.03.06 | 2023年14号 | 押印局とWJ編集部の距離が400kmに近い人   | 東成中浜郵便局(大阪市東成区) P.N.みらん     | 押印局からWJ編集部の距離が100kmに近い人           | 水戸本町郵便局(茨城県水戸市) P.N.みらん                                                 | 特製手ぬぐい           |
| 5 |          |            |            | 押印局とWJ編集部の距離が900kmに近い人   |                                             | 押印局から大阪城の天守閣までの距離が300kmに近い人 |                                                                                         | ワイヤレススマホ充電器 |